# 길로틴 초크

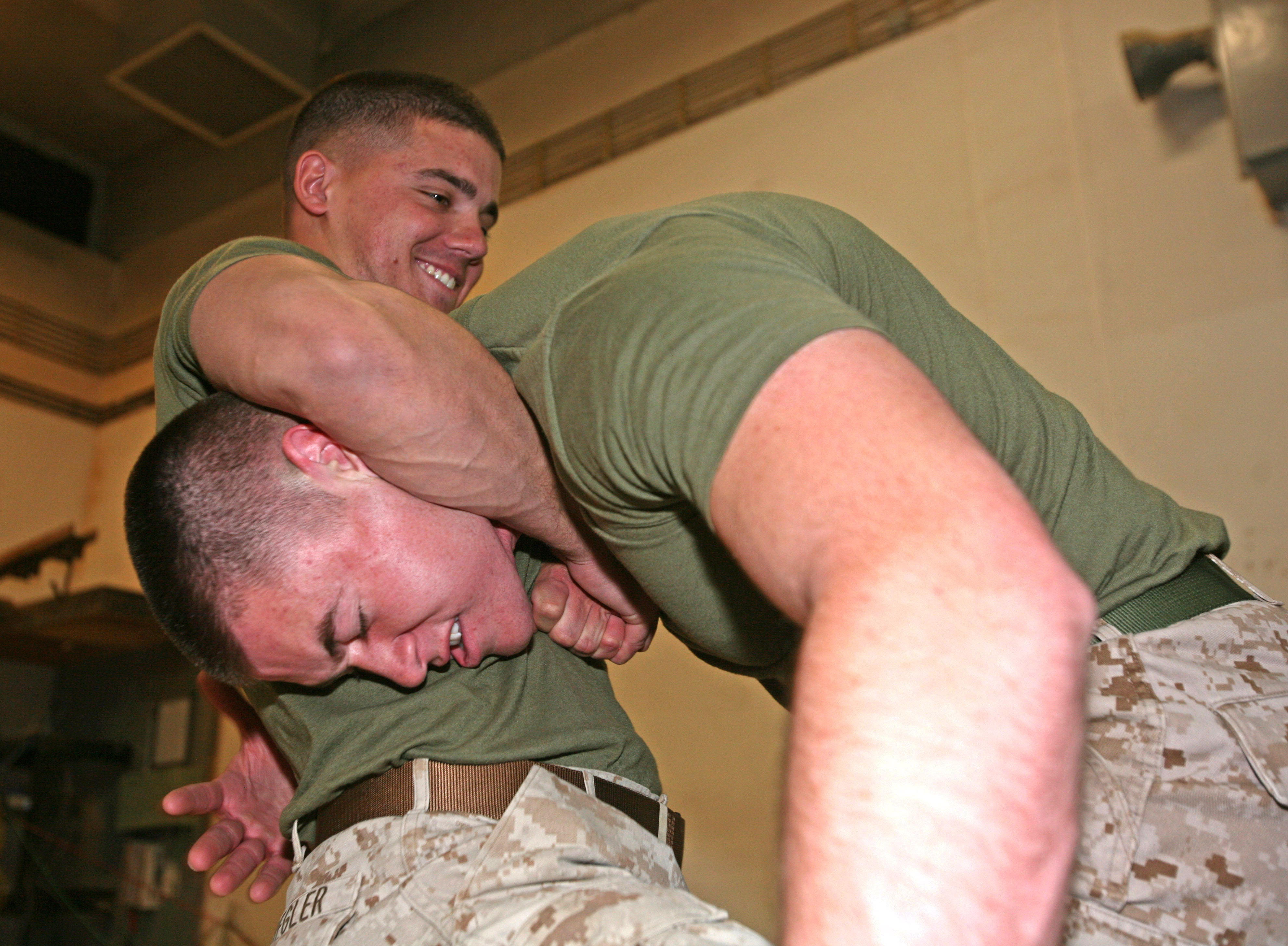
스탠딩 길로틴 초크

길로틴 초크(guillotine choke)는 유도에서 마에 하다카 지메(前裸絞, "앞에서 거는 맨목 조르기")로도 알려진 기술로, 리어 네이키드 초크(뒤에서 거는 맨목 조르기)와는 반대로 상대의 앞쪽에서 적용하는 초크 기술이다. 이 기술은 보통 그라운드 상황에서 사용되지만, 서 있는 상태에서도 걸 수 있다. 초크는 팔을 이용해 상대의 목을 감싸는 방식으로 이루어지며, 그 모양이 마치 단두대(프랑스어: guillotine)의 칼날을 연상케 한다.

## 적용 방법

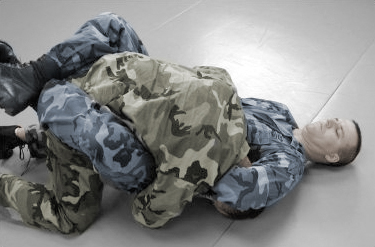
길로틴 초크는 클로즈드 가드 자세에서 바텀 파이터(Bottom fighter)가 그라운드에서 거는 방식으로 적용될 수 있다.

길로틴 초크는 기도(기관지)를 눌러 공기 흐름을 차단하는 에어 초크(air choke)의 형태일 수도 있고, 압박이 가해지는 위치와 방식에 따라 동맥을 조여 혈류를 차단하는 블러드 초크(blood choke)가 될 수도 있다. 이 초크는 서 있는 상태나 그라운드 양쪽 모두에서 한 팔만으로도 걸 수 있으며, 더블 레그 테이크다운을 방어하는 용도로도 사용될 수 있다. 또한 남은 팔과 다리를 활용해 포지션을 전환하거나 상대를 붙잡고 공격하는 데에도 응용할 수 있다.
그라운드에서 이 기술을 사용할 때는, 보통 클로즈드 가드와 같은 자세로 상대의 엉덩이 쪽을 제어하려 한다. 이는 상대가 빠져나가지 못하게 하기 위함이며, 동시에 엉덩이를 밀어 올리는 동작을 통해 추가적인 압박을 가할 수 있게 한다. 길로틴 초크는 올바르게 수행되었을 때 매우 효과적인 기술이다.
기술을 걸 때는 한 팔로 상대의 기관을 감싸고, 양 손을 맞잡는다. 이후 위쪽으로 압박을 가하여 머리로 가는 혈류를 차단하게 되며, 결국 상대의 의식을 잃게 하고, 장시간 유지될 경우 사망에 이를 수도 있다. 이와는 별개로, 목뼈(경추)에 강한 부담을 주는 넥 크랭크(neck crank)의 형태가 되기도 하며, 이 경우에는 기관, 후두, 설골 등을 손상시킬 수 있어 마비, 실신, 사망의 위험이 있다. 길로틴 초크는 다양한 그래플링 무술에서 가르쳐지며, 주짓수, 브라질리안 주짓수, 유도뿐만 아니라 종합격투기(MMA)에서도 널리 사용되는, 본능적인 초크 기술 중 하나로 여겨진다.
길로틴 초크는 상대의 목만 감싸는 일반적인 형태로 걸 수도 있고, 상대의 팔 하나를 함께 감싸는 ‘암-인 길로틴(arm-in guillotine)’ 형태로도 걸 수 있다. 일반 길로틴 초크는 평균 8.9초 만에 상대를 실신시키며, 암-인 길로틴은 평균적으로 10.2초가 걸린다.
UFC 264에서 코너 맥그리거와 더스틴 포이리에의 경기 중, 맥그리거가 길로틴 초크를 시도한 이후, 파이터 이스라엘 아데산야는 자신이 경기에서 이 기술을 시도하지 않는 이유를 언급했다. 아데산야는 이 초크의 가장 큰 단점 중 하나로, 기술 시도자가 상대 아래에 깔리게 되는 상황을 들었다.

## 설명
2002년 미 육군 야전 교범에 따르면, 전투원은 먼저 상대의 머리를 자신의 팔 아래로 위치시켜야 한다. 이후 자신의 팔을 상대의 머리 주위로 감싸며, 목 아래로 넣는다. 이때, 손바닥은 자신의 가슴을 향하도록 한다. 다른 손으로는 첫 번째 손을 움켜잡고, 상대의 팔을 감싸지 않도록 주의하면서 양손으로 위쪽으로 힘껏 당긴다. 그 후 앉은 자세로 전환하여 상대를 자신의 가드 안에 넣어 팔로 당기고 다리로 밀어내는 방식으로 초크를 마무리한다.